# Chiemi Chiba
Chiemi Chiba (千葉 千恵巳 Chiba Chiemi?, Kawaguchi, 25 de febrero de 1975) es una actriz de voz japonesa afiliada a Umikaze.

## Filmografía
Lista de roles interpretados durante su carrera.
Los papeles principales están en negrita.

### Anime
1992
- Sailor Moon como Rui Saionji.

1996
- Sailor Moon Sailor Stars como Sailor Leaguer.

1998
- Chosoku Spinner como Rian Yumemiya.

1999
- Ojamajo Doremi como Doremi Harukaze.
- Soul Hunter como Kibi.
- Zoids: Chaotic Century como Merrian.

2000
- Daa! Daa! Daa! como Wannya.
- Gate Keepers como Saemi Ukiya.
- Ojamajo Doremi ♯ como Doremi Harukaze.
- Pilot Candidate como Saki Mimori.

2001
- Angelic Layer como Arisu Fujisaki.
- Mo~tto! Ojamajo Doremi como Doremi Harukaze.
- Sister Princess como Hinako

2002
- Mirmo Zibang! como Ivol/Akumi.
- Ojamajo Doremi Dokkān! como Doremi Harukaze.
- Sister Princess: Re Pure como Hinako.
- Twelve Kingdoms como Kei-Kei.
- One Piece como Amanda

2003
- Di Gi Charat Nyo como Ama de llaves.
- Dokkoida?! como Hinako (ep. 8)
- Gad Guard como Melissa.
- Kaleido Star como Lucy.
- Maburaho como Maiho Kurioka.
- MegaMan NT Warrior como Aquaman.
- Nanaka 6/17 como Nanaka Kirisato.
- Requiem from the Darkness como Orikudon (ep. 9)

2004
- Pokémon: Batalla Avanzada como Eriko (eps. 115, 116)

2005
- Black Cat como Kyoko Kirisaki.
- Happy Seven como Tamon Kitayama.
- MÄR como Emokis.
- Mushishi como Akoya (ep. 6)
- Odenkun como Tamago-chan.
- Tsubasa: RESERVoir CHRoNiCLE como Yuzuhira Nekoi.

2006
- Hime-sama Goyojin como Karen.

2007
- Hatarakids My Ham Gumi como Sylvie.

2008
- Kyōran Kazoku Nikki como DojiDevil (ep. 19)
- Monochrome Factor como Sarasa Nishikiori (ep. 20, 21)
- Noramimi como Mai (ep. 8)
- To Love-Ru como Magical Kyouko (ep. 10,20); Mio Sawada

2009
- Marie & Gali como Marika.

2013
- Rozen Maiden: Zurückspulen como Kirakishou.

2017
- KiraKira PreCure A La Mode como Bibury.
- Gothic wa Mahou Otome como Kirakishou.

### OVA
- FLCL como Kiturubami.
- Majokko Tsukune-chan como Kokoro.
- Ojamajo Doremi Na-i-sho como Doremi Harukaze.
- Pendant como Saori (ep. 3)
- To Love-Ru (OVA) como Mio Sawada.

### Películas
- Mōtto! Ojamajo Doremi, La película como Doremi Harukaze.
- Ojamajo Doremi ♯, La película como Doremi Harukaze.

## Música
- Participó en el opening de Hatara Kizzu Maihamu Gumi Hatarakids My Ham Gumi (はたらキッズ マイハム組) junto con Akira Nagata, Masako Nozawa, Yuka Komatsu y Zennosuke Fukkin.[2]